# Projet HARP
Pour les articles homonymes, voir Harp.

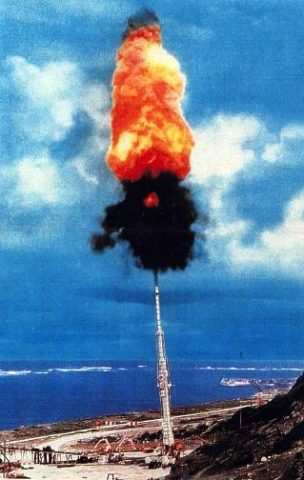
Canon de du projet HARP.

Le projet HARP, diminutif de High Altitude Research Project, est un projet militaire canado-américain géré par les départements de la défense des États-Unis et du Canada. Il avait pour objectif d'étudier à faible coût la balistique des rentrées atmosphériques. Ainsi, là où d'autres projets utilisaient des fusées plus chères, HARP utilisait de grands canons pour effectuer des lancements de modèles à de hautes altitudes et hautes vitesses.

## Contexte
Fondé en 1961, HARP a été créé principalement grâce aux démarches de Gerald Bull, un ingénieur en balistique qui dirigera le projet. Bull a développé une certaine expertise dans le domaine de tir haute vitesse dans les années 1950 au CARDE (en) du Bureau de recherche en défense du Canada lors de son travail sur les missiles antibalistiques (ABM) et les missiles balistiques intercontinentaux (ICBM). Bien que le projet ABM ait été abandonné, Bull croyait au potentiel du système et a commencé à chercher d'autres manières d'exploiter cette technologie.
HARP est l'une de ces alternatives. À l'époque, les États-Unis testent de nouveaux systèmes d'ICBM, dont les rentrées atmosphériques. Bull vend l'idée que les expérimentations réalisées à l'aide de tirs effectués à partir de canons seraient beaucoup plus économiques que celles effectuées à l'aide de fusées.
Le projet HARP est alors fondé sur un terrain de l'aéroport international Grantley-Adams à la Barbade. Les obus sont tirés vers l'Océan Atlantique, à l'Est, en utilisant un vieux canon d’artillerie navale de 406 (un Canon de 406 mm/50 calibres Mark 7, de 16 pouces (406,4 mm) de diamètre pour 50 calibres, soit 20 mètres de long). Par la suite, le canon a été augmenté à un calibre 100 pour 40 mètres de longueur. En 1966, le projet met en place son troisième et dernier canon de 16 pouces, cette fois sur un nouveau site situé à Yuma (Arizona). 
Le 18 novembre 1966, le canon de Yuma lance un projectile de 180 kg à une vitesse de 3 600 m/s, projetant brièvement ce dernier dans l'espace et atteignant une altitude record de 180 km.
Peu de temps après, le programme est abandonné et les actifs sont transférés à la compagnie de Bull, Space Research Corporation (en).

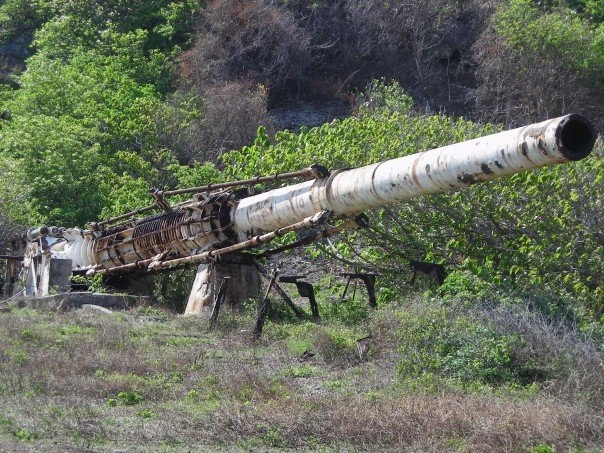
Canon abandonné de la Barbade.

Le canon de la Barbade ainsi que ce qui semble être des restes de projectiles sont toujours sur place, où ils subissent les effets du temps.

## Projectiles
Plusieurs types de projectiles ont été développés pour le projet HARP :
- Martlet 1 : Premier projectile testé. D'un poids de 204,1 kg, il a un diamètre de 167 mm et une longueur de 1 778 mm. Quatre projectiles de ce type ont été confectionnés. Deux ont été lancés, le 21 janvier et le 1er février 1962.
- Martlet 2 : Environ 200 lancements.
  - Martlet 2G : Un projectile plus avancé, dont la presque totalité des 158,7 kg font partie de la masse propulsée.
    - Martlet 2G-1 : Variante du 2G « proposée » comme véhicule spatial.
- Martlet 3 : 
  - Martlet 3A :
  - Martlet 3B :
  - Martlet 3D :
  - Martlet 3E :
- Martlet 4 :